# Megaelosia
Genre
Megaelosia est un genre d'amphibiens de la famille des Hylodidae.

## Répartition
Les 7 espèces de ce genre sont endémiques du sud-est du Brésil.

## Liste des espèces
Selon Amphibian Species of the World (10 juin 2017) :
- Megaelosia apuana Pombal, Prado, & Canedo, 2003
- Megaelosia bocainensis Giaretta, Bokermann, & Haddad, 1993
- Megaelosia boticariana Giaretta & Aguiar, 1998
- Megaelosia goeldii (Baumann, 1912)
- Megaelosia jordanensis (Heyer, 1983)
- Megaelosia lutzae Izecksohn & Gouvêa, 1987
- Megaelosia massarti (De Witte, 1930)

## Publication originale
- Miranda-Ribeiro, 1923 : Elosia, Tsch. e os generos correlatos. Revista do Museu Paulista, vol. 23, p. 813–821.